# Karin Branzell
Karin Maria Branzell (ur. 24 września 1891 w Sztokholmie, zm. 14 grudnia 1974 w Altadena w stanie Kalifornia) – szwedzka śpiewaczka operowa, alt.

## Życiorys
Początkowo kształciła się na organistkę, dopiero z czasem zdecydowała się na studia wokalne. Studiowała u Thekli Hofer w Sztokholmie, Louisa Bachnera w Berlinie i Enrico Rosatiego w Nowym Jorku. Debiutowała w 1912 roku w sztokholmskiej Kungliga Operan partią Księcia Sarvilaka w operze Eugena d’Alberta Izeyl. W 1918 roku została solistką Staatsoper w Berlinie, w której występowała do 1933 roku. W 1924 roku rolą Fryki w Walkirii zadebiutowała na deskach nowojorskiej Metropolitan Opera, z którą następnie związana była do 1944 roku. Gościnnie śpiewała w Covent Garden Theatre w Londynie, mediolańskiej La Scali, Opéra de Paris, Operze Wiedeńskiej i Teatro Colón w Buenos Aires. W latach 1930–1931 gościła na festiwalu w Bayreuth.  Po zakończeniu kariery scenicznej uczyła śpiewu w nowojorskiej Juilliard School.
Do jej największych kreacji należały Amneris w Aidzie, Azucena w Trubadurze, Dalila w Samsonie i Dalili, Herodiada w Salome, Wenus w Tannhäuserze, Brangena w Tristanie i Izoldzie, Erda w Złocie Renu, Waltrauta w Zmierzchu bogów, Magdalena w Śpiewakach norymberskich.